# Квалификације за Европско првенство у фудбалу 2012 — група Ц
Група Ц квалификација за Европско првенство 2012. је група у којој су се такмичиле репрезентације Италије, Србије, Северне Ирске, Словеније, Естоније и Фарских острва.

## Резултати
| Естонија                 | 2–1 (0–1)  | Фарска Острва |
| ------------------------ | ---------- | ------------- |
| Саг 90+1’ · Пироја 90+3’ | (Извештај) | Едмундсон 28’ |

| Фарска Острва | 0–3 (0–2)  | Србија                                    |
| ------------- | ---------- | ----------------------------------------- |
|               | (Извештај) | Лазовић 14’ · Станковић 18’ · Жигић 90+1’ |

| Естонија   | 1–2 (1–0)  | Италија                 |
| ---------- | ---------- | ----------------------- |
| Зенјов 31’ | (Извештај) | Касано 60’ · Бонући 63’ |

| Словенија | 0–1 (0–0)  | Северна Ирска |
| --------- | ---------- | ------------- |
|           | (Извештај) | Еванс 70’     |

| Србија    | 1–1 (0–0)  | Словенија     |
| --------- | ---------- | ------------- |
| Жигић 86’ | (Извештај) | Новаковић 63’ |

| Италија                                                              | 5–0 (3–0)  | Фарска Острва |
| -------------------------------------------------------------------- | ---------- | ------------- |
| Ђиралдино 11’ · Де Роси 22’ · Касано 27’ · Кваљарела 81’ · Пирло 90’ | (Извештај) |               |

| Србија           | 1–3 (0–0)  | Естонија                                                                  |
| ---------------- | ---------- | ------------------------------------------------------------------------- |
| Никола Жигић 60’ | (Извештај) | Тармо Кинк 73’ · Константин Васиљев 73’ · Александар Луковић 90+1’ (a.г.) |

| Северна Ирска | 0–0        | Италија |
| ------------- | ---------- | ------- |
|               | (Извештај) |         |

| Словенија                                                                | 5–1 (2–0)  | Фарска Острва             |
| ------------------------------------------------------------------------ | ---------- | ------------------------- |
| Тим Матавж 25’ 36’ 66’ · Миливоје Новакович 72’ (пен) · Златко Дедич 84’ | (Извештај) | Кристијан Моуритсен 90+3’ |

| Фарска Острва       | 1–1 (0–0)  | Северна Ирска    |
| ------------------- | ---------- | ---------------- |
| Кристијан Холст 60’ | (Извештај) | Кајл Лаферти 76’ |

| Италија | 3–0 службено | Србија |
| ------- | ------------ | ------ |
|         | (Извештај)   |        |

| Естонија | 0–1 (0–0)  | Словенија                    |
| -------- | ---------- | ---------------------------- |
|          | (Извештај) | Андреј Сидоренков 66’ (a.г.) |

| Словенија | 0–1 (0–0) | Италија         |
| --------- | --------- | --------------- |
|           |           | Тијаго Мота 73’ |

| Србија                               | 2–1 (0–1)  | Северна Ирска    |
| ------------------------------------ | ---------- | ---------------- |
| Марко Пантелић 65’ · Зоран Тошић 73’ | (Извештај) | Герет Меколи 40’ |

| Северна Ирска | 0–0        | Словенија |
| ------------- | ---------- | --------- |
|               | (Извештај) |           |

| Естонија               | 1–1 (0-1)  | Србија             |
| ---------------------- | ---------- | ------------------ |
| Константин Васиљев 84’ | (Извештај) | Марко Пантелић 38’ |

| Фарска Острва | 0–2 (0-1)  | Словенија                                    |
| ------------- | ---------- | -------------------------------------------- |
|               | (Извештај) | Тим Матавж 29’ · Рогви Балдвинсон 47’ (a.г.) |

| Италија                                                    | 3–0 (2-0)  | Естонија |
| ---------------------------------------------------------- | ---------- | -------- |
| Ђузепе Роси 21’ · Антонио Касано 39’ · Ђампаоло Пацини 68’ | (Извештај) |          |

| Фарска Острва                                     | 2–0 (1-0)  | Естонија |
| ------------------------------------------------- | ---------- | -------- |
| Фроди Бенџаминсен 43’ (пен) · Арнбјорн Хансен 47’ | (Извештај) |          |

| Северна Ирска                                             | 4–0 (1-0)  | Фарска Острва |
| --------------------------------------------------------- | ---------- | ------------- |
| Арон Хјуџис 5’ · Стивен Дејвис 66’ · Педи Макоурт 71’ 87’ | (Извештај) |               |

| Фарска Острва | 0–1 (0–1)  | Италија            |
| ------------- | ---------- | ------------------ |
|               | (Извештај) | Антонио Касано 11’ |

| Словенија      | 1–2 (0–1)  | Естонија                                     |
| -------------- | ---------- | -------------------------------------------- |
| Тим Матавж 78’ | (Извештај) | Константин Васиљев 29’ (пен) · Атс Пурје 81’ |

| Северна Ирска | 0–1 (0–0)  | Србија             |
| ------------- | ---------- | ------------------ |
|               | (Извештај) | Марко Пантелић 67’ |

| Италија             | 1–0 (0–0)  | Словенија |
| ------------------- | ---------- | --------- |
| Ђампаоло Пацини 85’ | (Извештај) |           |

| Србија                                                        | 3–1 (2–1)  | Фарска Острва         |
| ------------------------------------------------------------- | ---------- | --------------------- |
| Милан Јовановић 6’ · Зоран Тошић 22’ · Здравко Кузмановић 69’ | (Извештај) | Фроди Бенјаминсен 37’ |

| Естонија                                                                | 4–1 (2–1)  | Северна Ирска          |
| ----------------------------------------------------------------------- | ---------- | ---------------------- |
| Мартин Вунк 28’ · Тармо Кинк 32’ · Сергеј Зенјов 59’ · Каимар Саг 90+3’ | (Извештај) | Раио Пироја 28’ (a.г.) |

| Северна Ирска     | 1–2 (1–0)  | Естонија                         |
| ----------------- | ---------- | -------------------------------- |
| Стивен Дејвис 22’ | (Извештај) | Константин Васиљев 77’ (пен) 84’ |

| Србија                 | 1–1 (1–1)  | Италија             |
| ---------------------- | ---------- | ------------------- |
| Бранислав Ивановић 26’ | (Извештај) | Клаудио Маркизио 1’ |

| Италија                                            | 3–0 (1–0)  | Северна Ирска |
| -------------------------------------------------- | ---------- | ------------- |
| Антонио Касано 21’ 53’ · Гарет Макејули 74’ (a.г.) | (Извештај) |               |

| Словенија        | 1–0 (1–0)  | Србија |
| ---------------- | ---------- | ------ |
| Даре Вршич 45+1’ | (Извештај) |        |

## Табела
| Репрезентација | ИГ | П | Н | И | ГД | ГП | ГР  | Б  |
| -------------- | -- | - | - | - | -- | -- | --- | -- |
| Италија        | 10 | 8 | 2 | 0 | 20 | 2  | 18  | 26 |
| Естонија       | 10 | 5 | 1 | 4 | 15 | 14 | 0   | 16 |
| Србија         | 10 | 4 | 3 | 3 | 13 | 12 | 1   | 15 |
| Словенија      | 10 | 4 | 2 | 4 | 11 | 7  | 4   | 13 |
| Северна Ирска  | 10 | 2 | 3 | 5 | 9  | 13 | -4  | 9  |
| Фарска Острва  | 10 | 1 | 1 | 8 | 6  | 26 | -20 | 4  |